# Abel Moreno
Abel Moreno Gómez (né le 1er juillet 1944 à Encinasola, Huelva, Espagne) est un compositeur, musicologue et chef d'orchestre espagnol contemporain, illustre créateur de pasodobles, valses, pasacalles, musiques taurines, et processionnaires.

## Biographie
Abel Moreno Gómez est né le 1er juillet 1944 à Encinascola dans la province de Huelva en Espagne. 
Il a commencé ses études musicales avec son père, directeur du groupe de musique de sa ville natale, et à l'âge de 16 ans, il a rejoint le groupe de musique de l'Académie d'infanterie de Tolède en tant que trompettiste. 

## Compositions

### Musiques pour ensemble à vent
- Aires de Jota
- Camino del Rocio, (Aires Rocieros)
- Canción a Cadiz, (Habanera)
- Fandangos de Huelva
- Fiestas en Magallón, (Diana)
- Saludo a Sevilla
- Sevilla del alma mia, (Sevillanas)
- Sevillanas de la banda
- Sevillanas del betis
- Sevillanas del Sevilla
- Sevillanas del Siglo XVIII
- Temas de Nochebuena
- Villancicos
  1. Arre borriquito
  2. Los peces en el cielo
  3. Noche de Paz- Rin rin
  4. El pequeño tamborilero
  5. Campana sobre campana
  6. Ale pun ca ta pun
  7. Dime niño
  8. Ay del chiquirritín
  9. Joticas al niño
  10. Madre en la puerta hay un niño
  11. Los Campanilleros

#### Œuvres symphoniques
- Marchas en la Pantalla
- Poema de Eloy Gonzalo
  1. Madrid cuna del héroe
  2. La gesta de Cascorro
  3. Un monumento en el rastro
- Por las Estepas
- Rapsodia Marocha
- Rapsodia Militar Española
- Tríptico Sevillano
  1. Amanecer en el rio
  2. Tarde de feria
  3. La Madrugá

#### Hymnes
- 2000 Himno de la Regata 2000
- Himno a la Esperanza Macarena
- Himno a la Coronación en Montesión
- Himno a la Coronación de Esperanza
- Himno a la Coronación de Marchena
- Himno a Maria Santisima de las Angustias
- Himno de Huelva +
- Himno del Algeciras C.F.

#### Marches de procession
- 1972 Al Santo Cristo de Magallón
- 1980 Virgen de Flores
- 1985 Cristo de la Presentación
- 1985 Cirios y Claveles
- 1985 Hermanos Costaleros
- 1985 Lloran los Clarines
- 1986 Virgen de los Dolores
- 1986 Cristo de la Defensión
- 1986 Cristo de la Defensión
- 1987 Consolación de Nervión
- 1987 Virgen de los Estudiantes
- 1987 La Madrugá +
- 1987 Soledad Franciscana +
- 1987 Nuestra Señora de las Mercedes (la marcha la compuso realmente el catedrático Antonio García Herrera para la patrona de Bollullos Par del Condado)
- 1988 Macarena
- 1988 Inmaculada Madre y Patrona
- 1988 Nuestra Señora de la Paz
- 1988 Virgen de San Bernardo
- 1988 Al Señor de Sevilla +
- 1988 Madre de los Gitanos Coronada
- 1988 Soledad de Los Servitas
- 1989 Gracia y Amparo
- 1990 Virgen de los Reyes
- 1990 Paz del Porvenir
- 1990 María Santísima de la O
- 1990 Aurora de Santa Marina
- 1990 Córdoba Cofrade
- 1991 Esperanza Marinera +
- 1991 Nuestra Señora de Aguas Santas
- 1991 Cristo de la Agonía
- 1991 Cachorro
- 1991 Dolores en tu Soledad de Brenes
- 1991 Cantillana en tu Asunción
- 1992 Nuestro Padre Jesús del Calvario
- 1992 Virgen de la Encarnación
- 1992 Virgen de la Merced
- 1994 Aniversario en Nervión
- 1994 A la Voz del Capataz
- 1994 Encarnación Coronada +
- 1994 Fuensanta Coronada
- 1994 Reina de los Dolores Coronada
- 1994 Angustias de Alcalá del Río
- 1995 Cádiz Cofrade
- 1995 Concepción de África
- 1995 Jesús de la Victoria
- 1995 Dolorosa de los Remedios
- 1995 Prendimiento
- 1996 Donantes de Flores
- 1996 Esperanza de Huelva
- 1996 Madre de Dios del Rosario
- 1996 Regidor Perpetuo
- 1997 Inmaculada Madre de la Iglesia
- 1997 Paloma Mercedaria
- 1997 Virgen de las Penas
- 1998 Reina del Mar
- 1998 Virgen de los Clavitos
- 1999 Palma Coronada
- 1999 Al Cristo de los Balderas
- 1999 Al Señor de Pasión
- 1999 Esperanza de la Trinidad
- 2000 Esperanza por Huelva Coronada
- 2000 Rosario
- 2002 Soledad en Granada
- 2002 Al Palo
- 2002 Francisco Santiago
- 2002 Centenario en San Roque
- 2002 Lágrimas de San Juan
- 2002 Miércoles de via Crucis
- 2002 Pasión en Salamanca
- 2002 Virgen de Rocaamador
- 2003 Amargura Coronada
- 2003 Coronación del Socorro
- 2003 Himno a la Coronación de la Virgen del Rosario
- 2004 Cigarrera
- 2004 Corona de Esparanza
- 2004 Himno a la Coronación de la Esperanza de Marchena
- 2005 Palma, los niños te coronan
- 2005 Semana Santa en Zaragoza +
- 2006 Esperanza de la Trinidad Coronada
- 2006 Soledad de Puerto Real
- 2007 Todo se ha Consumado
- 2007 Al Cristo de la Cama
- 2007 Costalero del Dulce Nombre
- 2007 Abrid paso al Nazareno
- 2017 Los Intendentes al Nazareno

#### Marches Militaires
- Armas y Cuerpos, (Himno del Ejército)
- Coronel Fernando Sánchez
- Division de Montaña
- General García González
- General Valenzuela Teresa
- Himno de la Otan de Madrid
- Marcha de Caballería Nº 1
- Marcha de Infantes

#### Paso dobles taurins
- Al Litri
- Al Maestro Roberto
- Antequera
- Aragon en Sevilla
- Aupa Zarpaï
- Barrancos
- Biarritz
- Brisas del Moncayo
- Cagancho
- Calle Sierpes
- César Rincon
- Cumbres de San Bartolomé
- Dávila Miura
- Del Canton al Partillo (Pasacalle)
- Denis Loré
- Encinasola, dedicado a su pueblo natal
- El arte de Zambrana
- El Fundi
- El Juli
- Feria en Dax
- Francisco Rivera Ordoñez
- Fiesta en Magallon (diana)
- Jabugo
- Jesulín de Ubrique
- Jimena Cuanto te Quiero
- Juán Bautista
- La Granada
- Los Barrios
- Los Maletillas
- Los Picones
- Miguel Abellán
- Miguel Ángel Perera (Pasodoble torero)
- Mirador de la Bahia
- Morante de la Puebla
- Nimeño
- Olé Chamaco
- Oliva de la Frontera
- Paco Ojeda
- Paseo Pan y Vino
- Pedrito de Portugal
- Plaza Agorila
- Plaza de España
- Que Bonito es Castellar
- Richard Millian
- Sebastián Castella
- Juan Bautista
- Solera de Bollullos(al igual que la marcha ''ntra. sñra. de las Mercedes'', está compuesta por Antonio García Herrera, es el ''himno'' de Bollullos Par del Condado)
- Suerte Mecquerillos
- Torero grande
- Toros en Arles
- Toros en el Puerto
- Victorino Martín
- Zalamea la Real +
- Band'à Léo

#### Jota de banderilles
Victor el Lusitano